# 圣萨尔瓦托雷-迪菲塔利亚
圣萨尔瓦托雷-迪菲塔利亚（義大利語：San Salvatore di Fitalia），是意大利西西里大区墨西拿廣域市的一个市镇。总面积14平方公里，人口1463人，人口密度104.5人/平方公里（2009年）。ISTAT代码为083082。